# Tipula (Eumicrotipula) nubifera
Tipula (Eumicrotipula) nubifera is een tweevleugelige uit de familie langpootmuggen (Tipulidae). De soort komt voor in het Neotropisch gebied.